# 拉包乔瑙克
拉包乔瑙克，是匈牙利杰尔-莫雄-肖普朗州所辖的一个村。总面积13.85平方公里，总人口493，人口密度35.6人/平方公里（2011年1月1日）。